# Renault R-35
Der Renault R-35 bzw. Char léger mle. 1935 R ist ein leichter, französischer Kampfpanzer, der vor Beginn des Zweiten Weltkrieges als Infanteriepanzer entwickelt wurde, um den aus dem Ersten Weltkrieg stammenden und technisch veralteten Renault FT bei der französischen Armee zu ersetzen.

## Entwicklung
Das französische Rüstungsprogramm von 1926 sah weiterhin einen leichten, kostengünstigen und einfach zu fertigenden Panzer vor, der die Infanterie im Gefecht begleiten konnte (Char d'accompagnement). Dies war bei der Einführung der Panzer die Rolle des Char Renault FT gewesen, und dieser war noch immer in großen Stückzahlen vorhanden. Die technische Weiterentwicklung verlangte jedoch, dass ein Ersatz für dieses Fahrzeug eingeführt werden musste: der Renault FT war zu leicht gepanzert, untermotorisiert, zu langsam und hatte eine zu geringe Reichweite.
Ein der französischen Armee von Renault um 1930 angebotenes Fahrzeug mit 14 t Gewicht, der Char D1, war nach genauer Bewertung eher als Char de bataille (Kampfpanzer) für die Bekämpfung gegnerischer Fahrzeuge eingestuft worden. Er wurde mit verbesserter Panzerung und Bewaffnung, wodurch das Gewicht auf 20 t stieg, zum Char D2 in genau dieser Klasse weiterentwickelt.
Dann im Jahr 1933 machte das Unternehmen Hotchkiss in eigener Initiative einen wegweisenden Vorschlag für einen neuen leichten Begleitpanzer für die Infanterie, Char d'accompagnement, der später zum Hotchkiss H-35 werden sollte. Hierbei werden viele große Komponenten, insbesondere das Chassis, in Gussstahl ausgeführt und dann miteinander verschraubt. Der Vorstoß von Hotchkiss brachte den Rüstungsausschuss (Conseil Consultatif de l'Armement) dazu, noch im August 1933 eine neue Ausschreibung für einen Panzer in der 6-t-Klasse zu veröffentlichen, den Plan 1933. Auf diese Ausschreibung reagierten 14 Firmen, von denen letztlich 5 Firmen einen Prototyp vorstellten. Gemäß dieser Ausschreibung sollten die Panzer rundum 30 mm stark gepanzert sein. Zu den interessierten Firmen mit Prototypen gehörten APX und auch FCM. Renault schaffte es letztlich am 20. Dezember 1934, noch vor Hotchkiss, seinen neuen Prototyp, den Renault ZM, vorzustellen.
Im Frühjahr 1935 wurde die Panzerstärke nochmals auf die inzwischen in der Ausschreibung geforderten 40mm erhöht. Dazu wurde im „Atelier de Rueil“ vom 18. bis zum 25. April der Standardpanzerturm APX-R auf den Prototyp montiert, der die 37mm-Kanone SA18 und ein koaxiales 7,5mm MG MAC 31 als Bewaffnung hatte. Der Prototyp war noch in der Erprobung, als sich die außenpolitische Situation durch die nun offenkundige Aufrüstung Deutschlands verkomplizierte. Man erkannte die Notwendigkeit, die eigene Panzertruppe zügig zu modernisieren. So wurde der neue Renault ZM noch vor der Fertigstellung des endgültigen Serienmodells umgehend zur Fertigung freigegeben. Am 29. April 1935 wurden 300 Fahrzeuge bestellt. Am 4. Juni 1936 wurde das erste Serienfahrzeug ausgeliefert, und angesichts vieler Veränderungen gegenüber dem Prototyp wurde es erneut ausführlich erprobt. Hierbei wurden einige Schwächen des Fahrwerks erkannt. Das Fahrverhalten im Gelände und die Fähigkeit Gräben zu überqueren waren nicht ausreichend, so dass sogar abwerfbare Faschinen in Erwägung gezogen wurden, um ihn einsetzen zu können.

## Technische Beschreibung
Die Fahrzeugwanne hatte eine Länge von 4,02 m und bestand aus drei durch Bolzen miteinander verbundenen Gusselementen, welche an den dicksten Stelle 43 mm stark waren. Das Leergewicht war entgegen der ursprünglichen Planung auf 9,8 t angestiegen, und gefechtsbereit mit Munition und Kraftstoff lag es sogar bei 10,6 t.
Bei der Entwicklung hatte Renault teils auf bereits entwickelte Bauteile zurückgegriffen. So stammte das Fahrwerkskonzept vom AMC 35. Wie dieses Fahrzeug hatte der R-35 fünf Laufrollen, die horizontal gefedert wurden. Dabei war die vordere Laufrolle einzeln und die vier weiteren als Laufrollenpaare montiert, war nur einen sehr geringen Federweg erlaubte. Die Antriebsrolle war vorne angebracht, die Führungsrolle hinten.
Ausgleichsgetriebe und Antriebselemente waren vorne rechts im Fahrzeugbug montiert. Das Cletrac Differenzial erlaubte die Steuerung mit fünf Gängen und Lenkbremsen. Der Fahrer saß vorne leicht links versetzt und hatte einen zweiteiligen Ausstieg nach vorne. Der Kommandant stand im drehbaren Turm mittig dahinter.
Der gegossene hexagonal geformte APX-R-Turm hatte eine drehbare Rundkuppel mit vertikalen Beobachtungsschlitzen. Die Kuppel konnte mit einer Kurbel oder durch die Kraft des Kommandanten gedreht werden. In einigen Fahrzeugen war von den Kommandanten eine Sitzgelegenheit nachgerüstet worden. Die Rückseite des Turms konnte mit einer unten angeschlagenen Luke geöffnet werden, auf welcher der Kommandant zur Beobachtung des Gefechtsfeldes auch sitzen konnte. Die ersten Serienfahrzeuge erhielten den APX-R Turm (mit der L713 Optik) und waren mit der kurzen 37-mm-Puteaux-Kanone L/21 SA18, die aus alten FT-17 ausgebaut worden waren, sowie dem 7,5-mm-Festungsmaschinengewehr Châtellerault bestückt. Die im Ersten Weltkrieg entwickelte Kanone war nur bedingt für den Kampf gegen feindliche Panzerfahrzeuge geeignet. Die Durchschlagskraft lag bei 12-mm auf 500 Meter Entfernung. Im weiteren Verlauf der Produktion wurden neue SA18 mit der verbesserten Optik L739 und dem normalen Châtellerault 7,5-mm MAC31 Reibel-Maschinengewehr eingebaut, da die Festungsmaschinengewehre nicht geliefert werden konnten. Die Türme wurden derart verzögert geliefert, dass nach der Fertigstellung von 380 Fahrgestellen im Jahr 1936 nur 37 Fahrzeuge damit ausgestattet werden konnten. Deshalb wurde im Folgejahr die Produktion auf 200 Fahrzeuge im Jahr gedrosselt. Für die Hauptwaffe wurden 42 panzerbrechende Geschosse und 58 Sprenggranaten mitgeführt. Das MG verfügte über 2.400 Schuss, die leeren Hülsen fielen über einen Auswurfschacht zu einem Loch im Fahrzeugboden hinab. Aus den Erfahrungen des spanischen Bürgerkriegs zog man die Lehre, dass eine weitere Verbesserung der Hauptbewaffnung erforderlich war. So wurde Mitte 1939 die neu entwickelte, längere 37-mm-Kanone SA38 mit erhöhter Mündungsgeschwindigkeit und Durchschlagskraft verbaut.
Motorisiert war der R-35 mit einem Vierzylinder mit 85 PS, der hinten in der Wanne leicht nach rechts versetzt saß. Der selbstabdichtende Tank mit einer Kapazität von 166 Litern saß auf der linken Seite. Auf der Straße war damit bei einem Durchschnittsverbrauch von 1,28 l/km eine Geschwindigkeit von maximal 20 km/h und eine Reichweite von maximal 130 km zu erreichen. Im Gelände waren nur noch 14 km/h bei einem massiven Verbrauch von 2,12 l/km, also 212 l/100 km, möglich. Ab 1940 wurden AMX Heckstützen nachgerüstet, damit die Grabenüberschreitfähigkeit besser wurde.
Kein R-35 hatte zu Beginn der Indienststellung eine Funkausrüstung. Nur das 2ieme Bataillon des 507e Régiment de Chars de Combat (unter der Führung von Charles de Gaulle) war so ausgerüstet, um den Einsatz von ER-54-Funkgeräten in Kampfwagen zu testen. Zumindest beim R-40 wurden das ER 54 dann serienmäßig eingebaut. Doch ging eine solche Ausrüstung immer zu Lasten des Kommandanten, der nun, neben seinen bisherigen Aufgaben als Kommandant, Richtschütze und Ladeschütze auch noch die Aufgabe eines Funkers übernehmen musste.
Beschusstests mit der französischen Canon de antichar 25-mm (2,5-cm-Pak) zeigten im Sommer 1937 einige Schwachpunkte in der gegossenen Panzerung auf. Dies führte für die folgenden Produktionen zu Änderungen an der Panzerung. Auch wurde der APX-R-Turm durch den verbesserten APX-R1-Turm mit einem neuen Episkop ersetzt.

## Einsatz
Mit etwa 1600 gebauten Exemplaren war der R-35 der am häufigsten eingesetzte französische Panzer im Zweiten Weltkrieg. Im Westfeldzug war er den meisten deutschen Panzern in Panzerung und Bewaffnung überlegen. Problematisch war allerdings die fehlende Funkausrüstung und die niedrige Geschwindigkeit. Der Kommandant, der gleichzeitig das Geschütz alleine bedienen musste, war mit der Fülle der Aufgaben überfordert. Dies galt insbesondere für Zugführer und Kompaniechefs, die die übrigen Panzer ihres Zuges mit Handzeichen führen und einweisen mussten.
Die ersten Panzer gingen ab Juni 1937 an das 9e B.C.C. und das 20e B.C.C.
Der R 35 neigte dazu, sich im sumpfigen Gelände festzufahren. Dies führte dazu, dass zwischen 1938 und 1939 verschiedene Lösungsansätze erprobt wurden.

### Schlacht um Frankreich
Besondere Aufmerksamkeit erlangte der Angriff des 4e D.C.R. (Division Cuirassée de Réserve) bei Abbeville am 28. und 29. Mai 1940 während der Schlacht bei Abbeville.

### Operation Torch
Während des amerikanischen Landungsunternehmens in Nordafrika 1942, Operation Torch, wehrten sich die französischen Vichy-Truppen gegen diese Invasion und setzten unter anderem R 35 ein.

### Palästinakrieg
Um den 15. Mai 1948, im ersten arabisch-israelischen Krieg, griffen Einheiten der syrischen Armee ausgerüstet mit R 35, welche wohl aus den von den Franzosen zurückgelassenen Fahrzeugbeständen der 62nd und 68e B.C.C., die in der Levante stationiert waren, stammten, im Bereich des See Genezareth an. Bis Mitte Juni 1948 konnten die syrischen Verbände einige kleinere Erfolge gegen die schlechter bewaffneten israelischen Einheiten erreichen. Die eingesetzte Panzerkompanie verlor jedoch einzelne Fahrzeuge vom Typ R 35 während des Angriffs an die Israelis, welche diese unmittelbar wieder gegen die syrischen Einheiten einsetzten. Durch die bisherige Neutralitätspolitik der ehemaligen Alliierten in der Region, verfügten die israelischen Verbände nicht über Panzer. Durch die Ereignisse des Mai 1948 gelangte die israelische Armee erstmals in den Besitz von Panzern.

## Export

### Polen
50 Panzer geliefert im Juli 1939

### Rumänien
40 Panzer geliefert im August/September 1939

### Türkei
100 Panzer geliefert in zwei Lieferungen, 50 im Februar 1940 und 50 im März 1940

### Jugoslawien
50 Panzer geliefert im April 1940

### Bulgarien
40 Beutepanzer von Deutschland geliefert 1940/41

## Weitere Verwendung durch die Wehrmacht

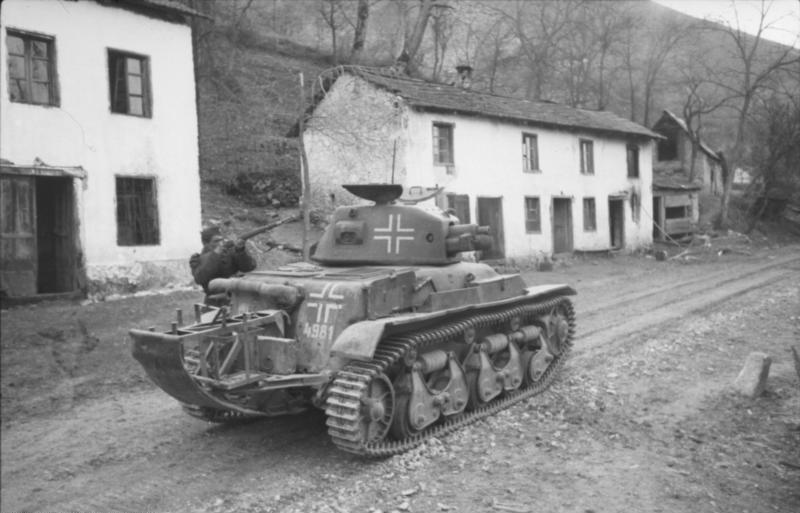
Renault R-35 in Jugoslawien 1942 zur Partisanenbekämpfung eingesetzt

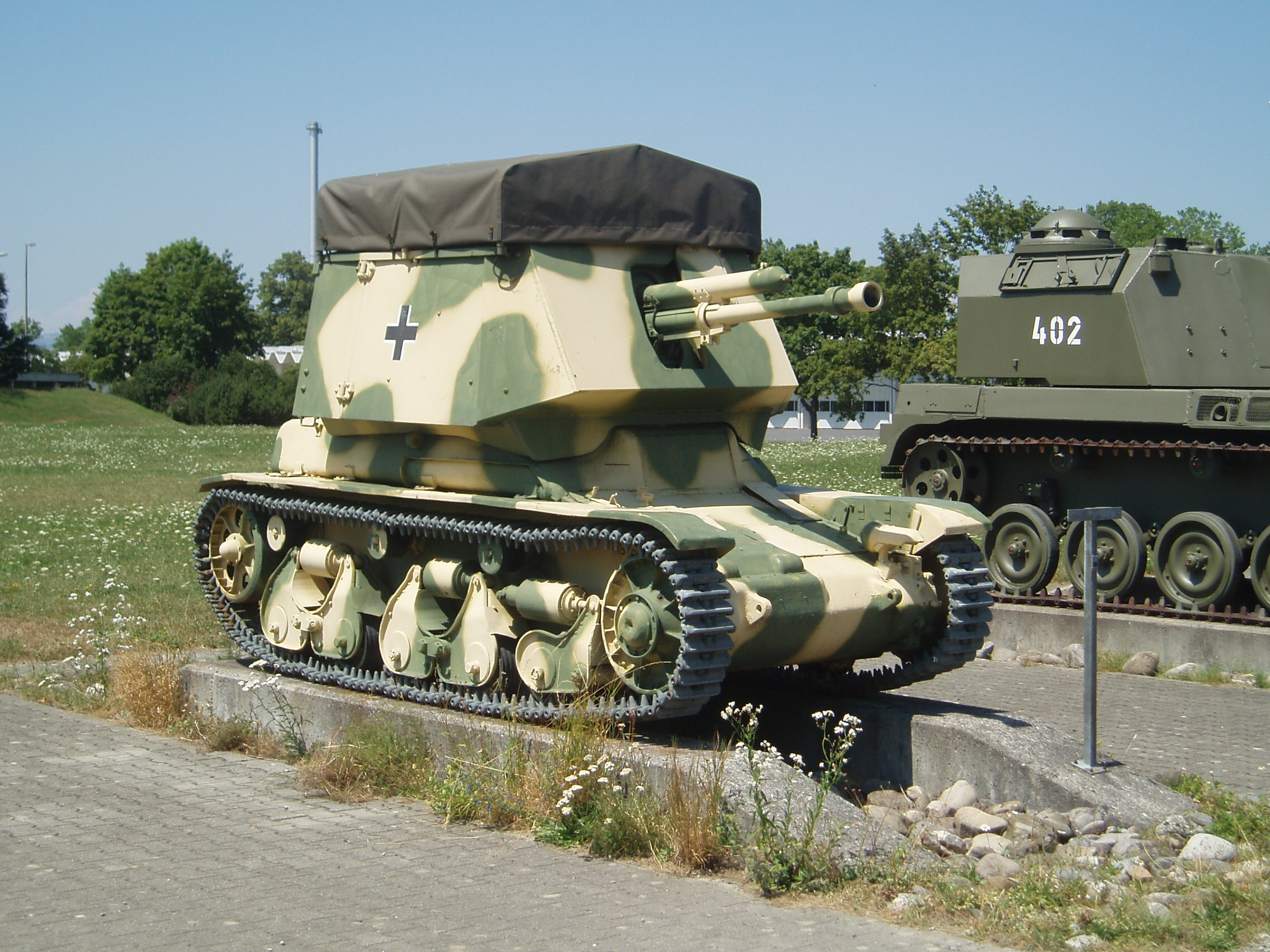
Panzerjäger 35R

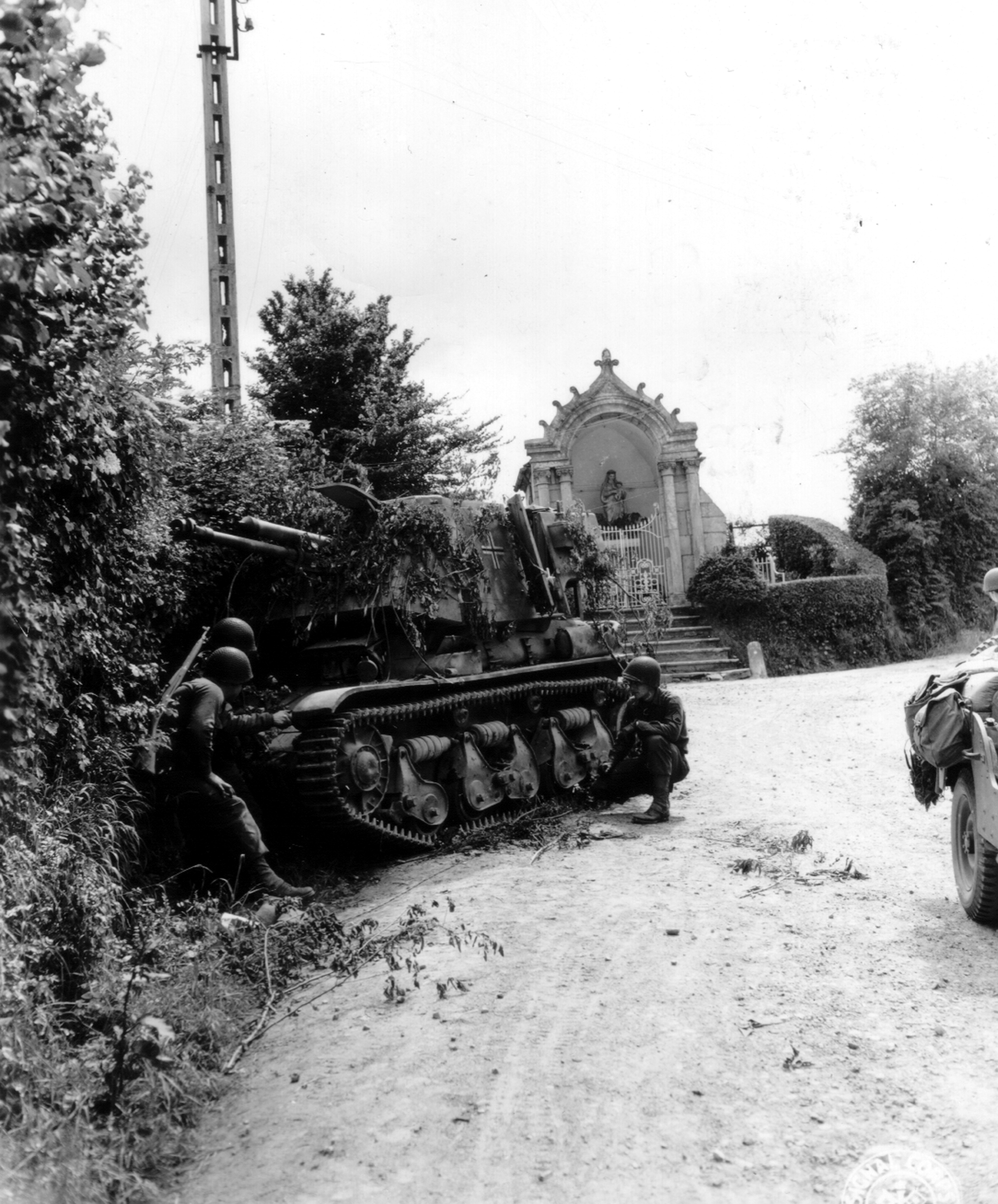
Renault R-35 mit PaK 36(t), 1944

Nach dem Abschluss der Angriffsoperationen im Westen, die mit der französischen Kapitulation endeten, waren die meisten (843) R-35 von der Wehrmacht erbeutet worden. Die noch im schnellen Wachstum befindliche deutsche Armee nutzte einen Teil unmittelbar als

### Panzerkampfwagen 35R731(f)
Die leichten Zweimannpanzer wurden von der Wehrmacht in Beutepanzereinheiten organisiert. Die mit diesen Fahrzeugen ausgerüsteten Verbände übernahmen Sicherungs- oder Ausbildungsaufgaben, die auch die Bekämpfung von Partisanen im Hinterland besetzter Gebiete umfassten. Einzelne Fahrzeuge wurden auf Panzerzügen eingesetzt, später wurde die Masse zu Artillerie- und Munitionsschleppern umgerüstet und die Panzertürme in Befestigungsanlagen, überwiegend an der Atlantikküste, verbaut.
Weitere unveränderte Fahrzeuge wurden an Italien und Rumänien abgegeben. Von der Freien Französischen Armee und dem Vichy-Regime wurden einige verbliebene R-35 in Nordafrika und im Nahen Osten eingesetzt, die später von Syrien verwendet wurden.

### 4,7-cm-Pak (t) auf Pz.Kpfw. 35R (f)
Die Wehrmacht hatte auch in Frankreich erlebt, welche Probleme der eigenen Panzerabwehr gut gepanzerte Fahrzeuge wie der Somua S-35, der Char B1 und der Matilda II bereiteten. Die „schnellen“ und besser bewaffneten Panzerjäger I konnten es mit ihren 4,7-cm-PaK 36(t) noch am ehesten mit diesen Panzertypen aufnehmen. Der Zulauf an neuen „starken“ Kampfpanzern ging der Wehrmacht nicht schnell genug und so stellten die nicht gut als Kampfpanzer einzusetzenden R-35 eine gute Basis für einen neuen 4,7-cm-Panzerjäger dar.
Eine erhebliche Anzahl Fahrzeuge, laut einigen Quellen 174, wurden umgebaut. Bei den Panzerjäger R-35 wurden die Türme und ein Teil der oberen Kampfraumabdeckung entfernt, damit die Mannschaft des Geschützes im Fahrzeug stehen konnte. Dann wurde ein nach oben offener, leicht gepanzerter Aufbau mit dem nach vorne gerichteten Geschütz aufgesetzt. Das Unternehmen Alkett führte diese Umbauten von Mai bis Oktober 1941 durch. Doch das Ergebnis war nicht mit dem ursprünglichen Panzerjäger I vergleichbar. Die R-35 waren langsame Fahrzeuge und das zusätzliche Gewicht eines weiteren Besatzungsmitglieds und des Aufbaus mit der Panzerabwehrkanone überlastete das Fahrwerk endgültig. Nur wenige Fahrzeuge wurden beim Angriff auf die Sowjetunion eingesetzt, die meisten fanden ihren Weg in besetzte Gebiete. Sie sind nachgewiesen für die Kanalinseln, die Niederlande (Pz.Jg.Abt. 657 der Pz.Kp. 224) und auch in Frankreich.
Kämpfe sahen die R-35 Panzerjäger letztlich in Russland, der Normandie -1944 mit der Schnellen Brigade 30- (5 Fahrzeuge der 3./Schnellen Abteilung 517), der Panzerjäger-Abteilung der 346. Infanterie-Division sowie bei der 59. Infanterie-Division, welche in den Niederlanden bei der „Operation Market Garden“ gegen die 101st Airborne Division stand.
Einige dieser Panzerjäger-Fahrzeuge wurden mit einer erweiterten Funkausrüstung als Führungsfahrzeuge gebaut, dabei entfiel aus Platzgründen die 4,7-cm-Panzerabwehrkanone.

### Mörserzugmittel 35R (f)
Die Wehrmacht verfügte kontinuierlich über zu wenig Zugmittel für schwere Geschütze, so wurden in einer großen Aktion verschiedene Panzertypen als Mörserzugmittel umgebaut.
Dabei wurde in der Regel der Turm entfernt und das Fahrzeug mit einem schweren Zughaken und zusätzlichen Kraftstoffkanistern versehen, da die meisten Fahrzeuge, welche dafür umgebaut wurden, nicht über eine ausreichend starke eigene Vorrichtung verfügten. Bekannt ist, dass der Renault 35 in ausreichender Stückzahl zur Ausstattung von mindestens drei 21-cm-Mörser-Batterien als Mörserzugmittel ausgerüstet wurde.

## Technische Daten
| Renault R-35                 |                                  |
| 0Allgemeine Eigenschaften    |                                  |
| Besatzung                    | zwei Mann                        |
| Gefechtsgewicht              | 9,8 t                            |
| spez. Bodendruck             | 0,86 kg/cm2                      |
| Länge                        | 4 m                              |
| Breite                       | 1,85 m                           |
| Höhe                         | 2,10 m                           |
| Bodenfreiheit                | 32 cm                            |
| Kettenbreite                 | 26 cm                            |
| 0Bewaffnung                  |                                  |
| Hauptbewaffnung              | 3,7-cm-Kanone L/21               |
| Sekundärbewaffnung           | ein Reibel-MG                    |
| Kampfbeladung HW             | 58 Geschosse                     |
| Kampfbeladung MG             | 2500 Schuss                      |
| 0Fahrleistung                |                                  |
| Motor                        | Renault-Vierzylinder-Ottomotor   |
| Kühlung                      | Wasser                           |
| Hubraum                      | 5,8 l                            |
| Bohrung / Hub                | 120 / 130 mm                     |
| maximale Umdrehung           | 2200/min                         |
| Leistung                     | 60 kW (82 PS)                    |
| Literleistung                | 14,2 PS/l                        |
| Leistung/Gewicht             | 8,4 PS/t                         |
| Getriebe                     | vier Vorwärts-/ein Rückwärtsgang |
| Höchstgeschwindigkeit Straße | 19 km/h                          |
| Kraftstoffvorrat             | 168 l                            |
| Reichweite Straße            | 138 km                           |
| Reichweite Gelände           | 80 km                            |
| Lenkung                      | Cletrac                          |
| Laufrollen                   | 5                                |
| Federung                     | Gummizylinder                    |
| Wattiefe                     | 60 cm                            |
| 0Panzerung                   |                                  |
| Wannenbug                    | 32 mm                            |
| Wannenseite                  | 40 mm                            |
| Wannenheck                   | 40 mm                            |
| Wannendach                   | 15 mm                            |
| Wannenboden                  | 14 mm                            |
| Turmfront                    | 45 mm                            |
| Turmseite                    | 40 mm                            |
| Turmheck                     | 40 mm                            |
| Turmdach                     | 30 mm                            |

## Wartung
Das Kettenfahrwerk benötigte alle 300 km eine Schmierung. Es hatte mechanische Probleme, die bei der Entwicklung des Renault R-40 teilweise gelöst wurden. Der Motor des R-35 brauchte alle 30 Betriebsstunden einen Ölwechsel; das Getriebe alle 2000 Stunden. Der Motor war kompakt; dies behinderte Fehlersuche, Reparatur und Wartung. Ein Motorwechsel dauerte 35 Stunden; ein Wechsel der Kupplung 16 Stunden und ein Wechsel des Getriebes 14 Stunden.